# Benson Records
Benson Records
Benson Records es una compañía discográfica cristiana que fue fundada por Bob Benson & John T. Benson, comenzando como el John T. Benson Music Publishing Company en 1902 [1]. El sello comenzó como Records entrañable y venía a casa, como las etiquetas Impact Records, Records Greentree, El Canto Del Río, starsong y Home Sweet Home. En los 70 registros de impacto es la etiqueta superior con artistas como Sandi Patty, The Imperials, JD Sumner & El Cuarteto estampillas, la Rambos, Dottie Rambo, Los Arqueros, el trío de Bill Gaither, DeGarmo & Key y La Familia Speer. Entrañable Records se convirtió en The Co. Benson 

## Descripción general
En 1980, Paragon Associates, formó una alianza con Zondervan a la propiedad, explotación y Benson Records. (Paragon Assoc. Fue fundada en 1975 por Bob MacKenzie y Bill Gaither). Paragon vendió su participación a Zondervan en 1983 [1]. 
En los años 80, Benson Records continuó con éxito mediante la firma de un contrato de distribución de un nuevo sello fundado por DeGarmo & Key miembro Eddie DeGarmo. Forefront Records nació y Dc Talk fueron la primera banda en firmar para la compañía. DeGarmo & Key acabaría su carrera en Benson en los años 90, aunque Forefront Records fue vendida a la distribución Chordant. En 1994, el nombre de Impact Records fue vendida a Landmark Distribution. 
Benson Records fue vendida a Provident / Zomba, en 1997, [2], que es ahora parte de Sony Music Entertainment. La etiqueta de Benson fue reordenado para centrarse en los nuevos artistas. [1] Zomba cerrado la etiqueta de finales de 2001. 
Más recientemente, el nombre del entrañable Records y El Canto Del Río fue vendido a la Patria Entertainment. Patria es propiedad de Bill Traylor y expresidente de Benson, Bob Jones, Jr. 

## Artistas
- Dottie Rambo
- The Rambos
- J.D. Sumner & The Stamps Quartet
- Bill Gaither Trio
- Speer Family
- Sandi Patty
- Dallas Holm
- Sandi Patty
- Glad (band)
- The Imperials
- Russ Taff
- Cedarmont Kids
- Andrus, Blackwood & Co
- The Archers
- East to West
- Gold City
- Kingsmen Quartet
- Oak Ridge Boys
- Songfellows Quartet
- DeGarmo & Key
- Harvest
- Three Crosses
- Thomas Whitfield
- Hezekiah Walker
- Tourniquet
- The Truth
- Yolanda Adams
- Commissioned

## Éxitos grabados en Benson
Sólo unos pocos de los muchos éxitos registrados durante los años de Benson Records
- "Rise Again" - Dallas Holm
- "Faith Unlocks The Door" - Jake Hess & The Imperials (1965)
- "Reach Out To Jesus" - The Imperials (1968)
- "He Touched Me" - The Imperials (1969)
- "Sweet, Sweet Spirit" - The Imperials (1969)
- "No Shortage" - The Imperials *Grammy Award Winning Album (1975)
- "He's Coming Back" -The Imperials (1976)
- "Jesus Is The Answer" - The Archers (1973)
- "Put On Jesus" - The Archers (1973)
- "Keep Singin' That Love Song" - The Archers (1974)
- "He Loves You" - The Archers (1974)
- "I'm Accepted" - DeGarmo & Key
- "Judgment Day" - DeGarmo & Key (1992)
- "The King Is Coming" - Speer Family
- "Cornerstone" - Speer Family
- "We Shall Behold Him" - Dottie Rambo
- "I Go To The Rock" - Dottie Rambo
- "Midnight Cry" - Gold City (1986)
- "Going, Going Gone" - Gold City (1994)
- "Excuses" - Kingsmen Quartet
- "Wish You Were Here" - Kingsmen Quartet
- "40 Days and 40 Nights" - Songfellows Quartet
- "Jesus Is Coming Soon" - Oak Ridge Boys
- "The Statue of Liberty" - J.D. Sumner & The Stamps Quartet
- "How Great Thou Art" -J.D. Sumner & The Stamps Quartet